# Labud X-1
Labud X-1 (skraćeno Cyg&nbsp;X-1) je galaktički izvor rendgenskih zraka u sazvežđu Labud i prvi takav izvor koji je široko prihvaćen kao crna rupa. Otkriven je 1964. godine tokom leta rakete i jedan je od najjačih izvora rendgenskih zraka koji se vidi sa Zemlje, proizvodeći vršnu gustinu rendgenskog fluksa od 2,3×10−23 W−2 −1 (2,3×103 Janski). On ostaje među najviše izučavanim astronomskim objektima u svojoj klasi. Procenjuje da ovaj kompaktni objekat ima masu koja je oko 14,8 puta veća od mase Sunca, i pokazano je da je previše mali da bi mogao biti bilo koja poznata vrsta normalne zvezde ili neki drugi verovatni objekat osim crne rupe. Ako je tako, radijus njegovog horizonta događaja ima 300 km „kao gornju granicu linearne dimenzije izvorne regije” povremenih rendgenskih rafala koji traju samo oko 1 ms.
Labud X-1 pripada rendgenskom binarnom sistemu velike mase, smeštenom oko 6.070 svetlosnih godina od Sunca, koji uključuje plavu supergigantsku promenljivu zvezdu označenu HDE 226868 koja orbitira na oko 0,2 AU, ili 20% rastojanja od Zemlje do Sunca. Zvezdani vetar od zvezde pruža materijal za akrecioni disk oko izvora rendgenskih zraka. Materija u unutrašnjem disku zagreva se na milione stepeni, stvarajući uočene X-zrake. Par mlazeva, smeštenih okomito na disk, prenose deo energije padajućeg materijala u međuzvezdni prostor.
Ovaj sistem može pripadati zvezdanoj asocijaciji zvanoj Labud OB3, što bi značilo da je Labud X-1 zvezda koja je oko pet miliona godina stara i da je formiran od predačke zvezde koja je imala više od 40 solarnih masa. Veći deo mase zvezde se osuo, najverovatnije kao zvezdani vetar. Da je ova zvezda tada eksplodirala kao supernova, rezultirajuća sila bi najverovatnije izbacila ostatak iz sistema. Stoga je zvezda umesto toga kolapsirala direktno u crnu rupu. 
Labud S-1 bio je bio predmet prijateljske naučne opklade između fizičara Stivena Hokinga i Kipa Torna 1974. godine, pri čemu se Hoking kladio da to nije crna rupa. On je priznao gubitak opklade 1990. godine, nakon što su opservacioni podaci pružili potporu tvrdnji da uistinu postoji crna rupa u tom sistemu. Ovoj hipotezi nedostaju direktni empirijski dokazi, ali je generalno prihvaćena iz indirektnih dokaza.

## Literatura
- Miller, J. M.;  . (2005), „Revealing the Focused Companion Wind in Cygnus X-1 with Chandra”, The Astrophysical Journal, 620 (1): 398—404, Bibcode:2005ApJ...620..398M, arXiv:astro-ph/0208463 , doi:10.1086/426701
- Vrtilek, Saeqa D.; Hunacek, A.; Boroson, B. S. (2006), „X-Ray Ionization Effects on the Stellar Wind of Cygnus X-1”, Bulletin of the American Astronomical Society, 38: 334, Bibcode:2006HEAD....9.0131V
- Pooley, G. G.; Fender, R. P.; Brocksopp, C. (1999), „Orbital modulation and longer-term variability in the radio emission from Cygnus X-1”, Monthly Notices of the Royal Astronomical Society, 302 (1): L1—L5, Bibcode:1999MNRAS.302L...1P, arXiv:astro-ph/9809305 , doi:10.1046/j.1365-8711.1999.02225.x
- Gies, D. R.;  . (2003), „Wind Accretion and State Transitions in Cygnus X-1”, The Astrophysical Journal, 583 (1): 424—436, Bibcode:2003ApJ...583..424G, arXiv:astro-ph/0206253 , doi:10.1086/345345
- Margon, Bruce; Bowyer, Stuart; Stone, Remington P. S. (1973), „On the Distance to Cygnus X-1”, The Astrophysical Journal, 185 (2): L113—L116, Bibcode:1973ApJ...185L.113M, doi:10.1086/181333
- Interstellar Reddening, Swinburne University of Technology, Приступљено 10. 8. 2006
- Kaler, Jim, Cygnus X-1, University of Illinois, Приступљено 19. 3. 2008
- Hawking, Stephen (1988), A Brief History of Time, Bantam Books, ISBN 0-553-05340-X
- Hawking, Stephen (1998), A Brief History of Time (Updated and Expanded Tenth Anniversary изд.), Bantam Doubleday Dell Publishing Group, ISBN 0-553-38016-8
- Thorne, Kip (1994), Black Holes and Time Warps: Einstein's Outrageous Legacy, W. W. Norton & Company, ISBN 0-393-31276-3
- Iorio, Lorenzo (2008), „On the orbital and physical parameters of the HDE 226868/Cygnus X-1 binary system”, Astrophysics and Space Science, 315 (1–4): 335—340, Bibcode:2008Ap&SS.315..335I, arXiv:0707.3525 , doi:10.1007/s10509-008-9839-y
- Gou, Lijun;  . (9. 11. 2011), „The Extreme Spin of the Black Hole in Cygnus X-1”, The Astrophysical Journal, American Astronomical Society, 742 (85): 85, Bibcode:2011ApJ...742...85G, arXiv:1106.3690 , doi:10.1088/0004-637X/742/2/85

## Dodatna literatura
- Parker, M. L.; Tomsick, J. A.; Miller, J. M.; Yamaoka, K.; Lohfink, A.; Nowak, M.; Fabian, A. C.; Alston, W. N.; Boggs, S. E.; Christensen, F. E.; Craig, W. W.; Fürst, F.; Gandhi, P.; Grefenstette, B. W.; Grinberg, V.; Hailey, C. J.; Harrison, F. A.; Kara, E.; King, A. L.; Stern, D.; Walton, D. J.; Wilms, J.; Zhang, W. W. (2015). „NuSTAR and Suzaku observations of the hard state in Cygnus X-1: locating the inner accretion disk”. The Astrophysical Journal. 808 (1): 9. Bibcode:2015ApJ...808....9P. S2CID 14610219. arXiv:abs/1506.00007  Проверите вредност параметра |arxiv= (помоћ). doi:10.1088/0004-637X/808/1/9.

## Spoljašnje veze
- Staff (10. 6. 2005). „Artist's impression of Cygnus X-1”. ESA. Приступљено 24. 3. 2008.
- Staff (1. 4. 1996). „Cygnus X-1, the black hole”. Astronomical Observatory of the Jagiellonian University. Приступљено 24. 3. 2008.
- Cyrmon, W.;  . (18. 12. 2002). „Black Hole in Cygnus”. ESA. Архивирано из оригинала 15. 09. 2015. г. Приступљено 29. 3. 2008.
- Nemiroff, R.; Bonnell, J., ур. (8. 6. 2009). 209.html „Possible Jet Blown Shells Near Microquasar Cygnus X-1” Проверите вредност параметра |url= (помоћ). Astronomy Picture of the Day. NASA. Приступљено 8. 6. 2009.
- See Cyg X-1 (an optical view) in WorldWide Telescope
- Labud X-1 на : DSS2, SDSS, GALEX, IRAS, Hydrogen α, X-Ray, Astrophoto, Sky Map, Чланци и слике
- Cygnus X-1 at Constellation Guide
- NuSTAR's First View of High-Energy X-ray Universe Архивирано на веб-сајту  (14. јун 2015) NASA/JPL-Caltech June 28, 2012